# Tom Anderson
Tom Anderson (San Diego, 8 de novembro de 1970) é o co-fundador da rede social Myspace. Tom Anderson, juntamente com Cristopher DeWolve, fundaram o Myspace em agosto de 2003.